# Grzybów (jurydyka)

Jurydyki Warszawy w drugiej poł. XVIII wieku, Grzybów zaznaczony nr 15

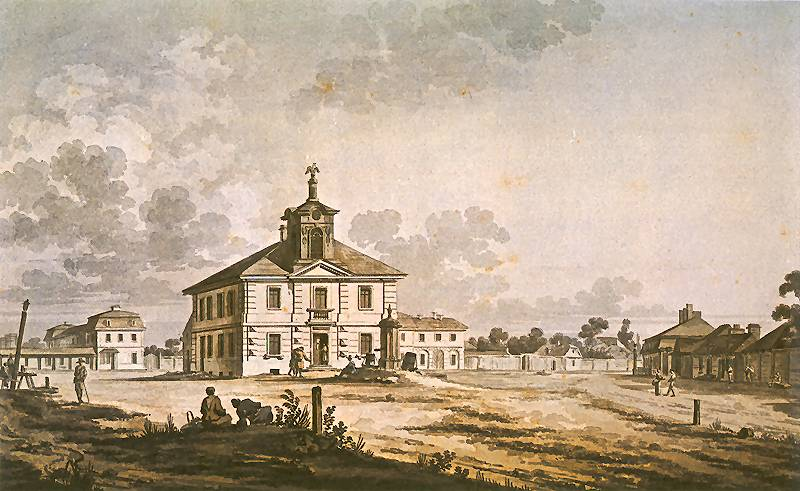
Zygmunt Vogel, Ratusz Grzybowa (1786)

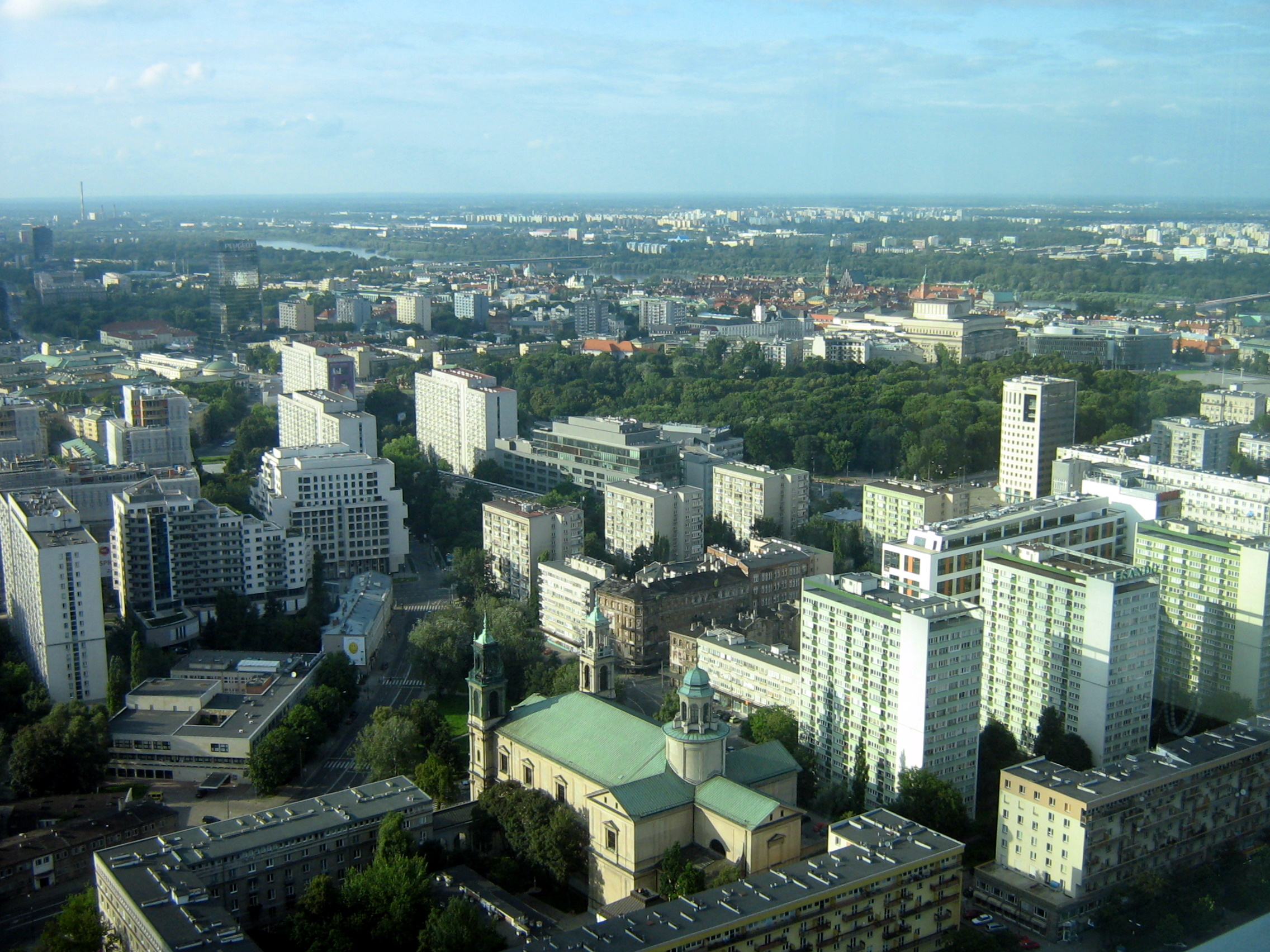
Współczesny widok na plac Grzybowski i okolicę, obszar dawnej jurydyki Grzybów

Grzybów – jurydyka założona w 1650 roku przez starostę warszawskiego Jana Grzybowskiego. Obecnie jej teren znajduje się w dzielnicy Śródmieście w Warszawie.

## Historia
Na początku XVII wieku było to miejsce na rozstaju dróg do Ujazdowa, Służewca i Starej Warszawy. Jurydyka powstała na gruntach królewskich folwarku starościńskego. Wzięła swoją nazwę od nazwiska jej założyciela, Jana Grzybowskiego. 
Podczas potopu szwedzkiego zniszczono 90% zabudowy jurydyki.
Pod koniec XVII wieku znajdowało się tu 10 browarów i 2 młyny. Po włączeniu jurydyki do miasta Warszawy w końcu XVIII wieku plac nadal pełnił funkcję targowiska.
Ratusz jurydyki znajdował się na posesji w zbiegu ulic Twardej i Granicznej. Został wzniesiony w 1786 pośrodku trójkątnego placu, według projektu Karola Bogumiła Schütza, w stylu klasycystycznym. Po likwidacji jurydyk był m.in. więzieniem. Zlicytowany w 1820, został rozebrany około 1830.
Zachodnią część Grzybowa stanowiły pola uprawne, co nadawało jurydyce charakter częściowo rolniczy.
Obszar jurydyki to dzisiejsza okolica placu Grzybowskiego, którego nazwa pochodzi od nazwy jurydyki, podobnie jak nazwa ulicy Grzybowskiej.